# Triple Frontera
|  | Aquest article tracta sobre la triple frontera Argentina-Brasil-Paraguai. Si cerqueu el concepte general, vegeu «Trifini». |

|  | No s'ha de confondre amb Tres Fronteres. |

La Triple Frontera és un conegut trifini internacional situat a la cruïlla de fronteres entre l'Argentina, el Brasil i el Paraguai, prop de les famoses cascades de l'Iguaçú. A la zona es troben les ciutats de Puerto Iguazú (província de Misiones, Argentina), Foz do Iguaçu (estat de Paranà, Brasil) i Presidente Franco i Ciudad del Este (departament d'Alto Paraná, Paraguai).

## Traçat de la frontera
Les fronteres d'aquests tres països segueixen el curs dels rius Iguaçú i Paraná. El pont Tancredo Neves travessa el riu Iguazú i connecta les citades ciutats argentina i brasilera. Sobre el riu Paraná, el Pont de l'Amistat uneix Foz do Iguaçu amb Ciudad del Este, a més existeixen transports de rais que sobre ambdós rius connecten Puerto Iguazú amb Presidente Franco. A l'àrea, hi ha un obelisc a cada país amb els colors de la bandera nacional corresponent.
A Puerto Iguazú (Argentina) hi ha la Fita Tres Fronteras. És un lloc turístic amb un parc on hi ha un monument amb els escuts i les banderes dels tres països que es troben a la zona.
Un altre exemple de triple frontera es dona entre les ciutats de Bella Unión (l'Uruguai) i Monte Caseros (Argentina), separades ambdues ciutats pel riu Uruguai i la Barra do Quaraí (el Brasil), la qual es troba separada de la ciutat de Bella Unión pel riu Cuareim.

## Ciutats de la Triple Frontera

#### Població
- Gran Ciudad del Este, Paraguai: 630.000
- Foz do Iguaçu, Brasil: 260.000
- Puerto Iguazú, Argentina: 52.000
- Total: 1.000.000 (estimació)